# Mitar Novaković
Mitar Novaković (ser. Митар Новаковић, ur. 27 września 1981 w Barze) – czarnogórski piłkarz grający na pozycji defensywnego pomocnika. Od 2014 roku jest zawodnikiem klubu OFK Beograd.

## Kariera klubowa
Karierę piłkarską Novaković rozpoczął w klubie FK Mornar z miasta Bar. W sezonie 1998/1999 grał w nim w czwartej lidze jugosłowiańskiej. Następnie odszedł do drugoligowej Zvezdary Belgrad, w której grał do końca 2000 roku. Na początku 2001 roku trafił do drużyny Borča Belgrad, ale pół roku później ponownie zmienił klub i przeszedł do Čukaričkiego Stankom. W sezonie 2003/2004 grał w Radničkim Novim Belgrad, a następnie w Železniku Belgrad. Z Železnika odszedł w 2005 roku i zasilił szeregi klubu FK Rad. Natomiast w latach 2006–2008 występował w OFK Beograd.
Latem 2008 roku Novaković odszedł z OFK do rosyjskiego Amkara Perm, w którym zadebiutował 3 sierpnia 2008 w zremisowanym 0:0 domowym meczu ze Spartakiem Nalczyk. W tamtym sezonie zajął z Amkarem 4. miejsce w lidze, najwyższe w historii klubu oraz zdobył Puchar Rosji. W 2014 wrócił do OFK.
| Sezon     | Klub                  | Kraj                | Rozgrywki     | Mecze | Bramki |
| --------- | --------------------- | ------------------- | ------------- | ----- | ------ |
| 1998/1999 | Mornar Bar            | Jugosławia          | IV. liga      | 4     | 0      |
| 1999/2000 | Zvezdara Belgrad      | Jugosławia          | Prva Liga     | 3     | 0      |
| 2000/2001 | Zvezdara Belgrad      | Jugosławia          | Prva Liga     | 2     | 0      |
| 2000/2001 | Borča Belgrad         | Jugosławia          | Prva Liga     | 19    | 2      |
| 2001/2002 | Čukarički Stankom     | Jugosławia          | Super Liga    | 22    | 3      |
| 2002/2003 | Čukarički Stankom     | Serbia i Czarnogóra | Super Liga    | 27    | 4      |
| 2003/2004 | Radnički Novi Belgrad | Serbia i Czarnogóra | Prva Liga     | 4     | 1      |
| 2003/2004 | Železnik Belgrad      | Serbia i Czarnogóra | Super Liga    | 25    | 1      |
| 2004/2005 | Železnik Belgrad      | Serbia i Czarnogóra | Super Liga    | 24    | 3      |
| 2005/2006 | FK Rad                | Serbia i Czarnogóra | Super Liga    | 26    | 3      |
| 2006/2007 | OFK Beograd           | Serbia              | Super Liga    | 26    | 2      |
| 2007/2008 | OFK Beograd           | Serbia              | Super Liga    | 28    | 5      |
| 2008      | Amkar Perm            | Rosja               | Priemjer-Liga | 15    | 1      |
| 2009      | Amkar Perm            | Rosja               | Priemjer-Liga | 28    | 0      |
| 2010      | Amkar Perm            | Rosja               | Priemjer-Liga | 29    | 3      |
| 2011/12   | Amkar Perm            | Rosja               | Priemjer-Liga | 42    | 1      |
| 2012/13   | Amkar Perm            | Rosja               | Priemjer-Liga | 12    | 0      |
| 2013/14   | Amkar Perm            | Rosja               | Priemjer-Liga | 0     | 0      |
| 2014/15   | OFK Beograd           | Serbia              | Super Liga    |       |        |

## Kariera reprezentacyjna
W reprezentacji Czarnogóry Novaković zadebiutował 12 września 2007 roku w przegranym 1:2 towarzyskim spotkaniu ze Szwecją. W barwach kadry narodowej grał m.in. w eliminacjach do Mistrzostw Europy 2008, Mistrzostw Świata 2010 i Mistrzostw Europy 2012.